# Microgale nasoloi
Il tenrec toporagno di Nasolo (Microgale nasoloi) è una specie di tenrec endemica del Madagascar, dove abita le zone ricoperte di foresta pluviale ad altezze variabili, sia in pianura che in aree montuose.
La specie è fortemente minacciata dalla perdita dell'habitat a causa del disboscamento.